# Sportsforening
|  | Sammenskrivningsforslag Artiklen Sportsforening er foreslået føjet ind i Idrætsforening. (Siden maj 2023) Diskutér forslaget |

En sportsforening er en forening, der inkluderer sport (konkurrence) i deres formål.